# Municipio de Dublin (Dakota del Norte)
El municipio de Dublin (en inglés: Dublin Township) es un municipio ubicado en el condado de Williams en el estado estadounidense de Dakota del Norte. En el año 2010 tenía una población de 15 habitantes y una densidad poblacional de 0,16 personas por km².

## Geografía
El municipio de Dublin se encuentra ubicado en las coordenadas 48°24′49″N 103°28′6″O / 48.41361, -103.46833. Según la Oficina del Censo de los Estados Unidos, el municipio tiene una superficie total de 93.28 km², de la cual 92,66 km² corresponden a tierra firme y (0,67 %) 0,62 km² es agua.

## Demografía
Según el censo de 2010, había 15 personas residiendo en el municipio de Dublin. La densidad de población era de 0,16 hab./km². De los 15 habitantes, el municipio de Dublin estaba compuesto por el 100 % blancos. Del total de la población el 0 % eran hispanos o latinos de cualquier raza.